# Calasterias toyamensis
Calasterias toyamensis är en sjöstjärneart som beskrevs av Hayashi 1975. Calasterias toyamensis ingår i släktet Calasterias och familjen trollsjöstjärnor. Inga underarter finns listade i Catalogue of Life.